# Montaigu, Jura
Montaigu är en kommun i departementet Jura i regionen Bourgogne-Franche-Comté i östra Frankrike. Kommunen ligger i kantonen Conliège som tillhör arrondissementet Lons-le-Saunier. År 2022 hade Montaigu 421 invånare.

## Befolkningsutveckling
Antalet invånare i kommunen Montaigu
Referens:INSEE